# Yacheng (köpinghuvudort i Kina, Hainan Sheng, lat 18,38, long 109,16)
Yacheng är en köpinghuvudort i Kina. Den ligger i provinsen Hainan, i den södra delen av landet, omkring 220 kilometer sydväst om provinshuvudstaden Haikou. Antalet invånare är 74 779. Befolkningen består av 35 937 kvinnor och 38 842 män. Barn under 15 år utgör 20,0 %, vuxna 15-64 år 72 %, och äldre över 65 år 7,0 %.
Runt Yacheng är det tätbefolkat, med 550 invånare per kvadratkilometer. Yacheng är det största samhället i trakten. Omgivningarna runt Yacheng är en mosaik av jordbruksmark och naturlig växtlighet.
Genomsnittlig årsnederbörd är 2 032 millimeter. Den regnigaste månaden är juli, med i genomsnitt 343 mm nederbörd, och den torraste är januari, med 15 mm nederbörd.